# Liga Mexicana de Béisbol
Liga Mexicana de Béisbol (LMB) är en professionell basebolliga i Mexiko (en av klubbarna spelar dock hälften av sina hemmamatcher i USA).
Ligan består av 18 klubbar.
Den mest framgångsrika klubben genom tiderna är Diablos Rojos del México med 16 ligatitlar.
LMB ingick under åren 1955–2020 organisatoriskt i Minor League Baseball (MiLB). I motsats till de andra ligorna i MiLB var klubbarna i LMB, med några få undantag, dock inte knutna till någon viss klubb i Major League Baseball (MLB).

## Historia
Liga Mexicana de Béisbol grundades den 24 juni 1925, bara fyra dagar innan den första säsongen skulle inledas. Då bestod ligan av sex klubbar. Man bestämde att första säsongen skulle börja i slutet av juni och hålla på till mitten av oktober, med en match i veckan (på söndagar), och att klubbarna skulle spela 14 matcher var. När en klubb lades ned redan efter några matcher tvingades man lägga om spelschemat.
Ligans första all star-match spelades 1939.
Inför 1946 års säsong skrev ett tjugotal spelare i Major League Baseball (MLB) på för klubbar i LMB. De flesta av dem hade blivit övertaliga när spelare återvände till USA efter andra världskrigets slut. Den dåvarande basebollkommissarien Happy Chandler bestämde att dessa spelare skulle stängas av från spel i USA i fem år, vilket senare sänktes till tre år.
LMB blev en del av Minor League Baseball (MiLB) 1955. Då klassades ligan på nivå Double-A, men från och med 1967 klassades den som en Triple-A-liga.
1974 började ligan använda designated hitter-regeln.
Ligan hade 20 klubbar 1979–1980, fler än vid något annat tillfälle. Över 90 olika klubbar har spelat i ligan totalt sett.
1985 spelades en slutspelsmatch för första gången utanför Mexiko, i Laredo i Texas i USA. 1993 spelades en match för första gången i en MLB-arena, i Astrodome i Houston.
Hela 2020 års säsong ställdes in på grund av covid-19-pandemin. I februari 2021 genomförde MLB en stor omorganisation av MiLB. För Liga Mexicana de Béisbols del innebar omorganisationen att ligan upphörde att tillhöra MiLB.

## Klubbar
Liga Mexicana de Béisbol består av 18 klubbar, som är indelade i två divisioner:
| Klubb                        | Stad                                   |
| Zona Norte                   | Zona Norte                             |
| ---------------------------- | -------------------------------------- |
| Acereros de Monclova         | Monclova, Coahuila                     |
| Algodoneros de Unión Laguna  | Torreón, Coahuila                      |
| Generales de Durango         | Durango, Durango                       |
| Mariachis de Guadalajara     | Guadalajara (Zapopan), Jalisco         |
| Rieleros de Aguascalientes   | Aguascalientes, Aguascalientes         |
| Saraperos de Saltillo        | Saltillo, Coahuila                     |
| Sultanes de Monterrey        | Monterrey, Nuevo León                  |
| Tecolotes de los Dos Laredos | Nuevo Laredo, Tamaulipas Laredo, Texas |
| Toros de Tijuana             | Tijuana, Baja California               |
| Zona Sur                     |                                        |
| Bravos de León               | León, Guanajuato                       |
| Diablos Rojos del México     | Mexico City                            |
| El Águila de Veracruz        | Veracruz, Veracruz                     |
| Guerreros de Oaxaca          | Oaxaca, Oaxaca                         |
| Leones de Yucatán            | Mérida, Yucatán                        |
| Olmecas de Tabasco           | Villahermosa, Tabasco                  |
| Pericos de Puebla            | Puebla, Puebla                         |
| Piratas de Campeche          | Campeche, Campeche                     |
| Tigres de Quintana Roo       | Cancún, Quintana Roo                   |

## Spelformat
Grundserien består av 90 matcher och varar från slutet av april till början av augusti. All star-matchen spelas i mitten av juni. Matchserierna består av tre matcher som spelas tisdagar till torsdagar och fredagar till söndagar med speluppehåll på måndagar. Klubbarna spelar oftare mot klubbarna i samma division än mot klubbarna i den andra divisionen.
Till slutspel går de sex bästa klubbarna i varje division, alltså totalt tolv klubbar. Från första omgången kallad "Primer playoff" går de sex vinnarna vidare tillsammans med de två bästa klubbarna bland de som förlorade. Därefter följer kvartsfinaler kallade "Series de Zona", semifinaler kallade "Series de Campeonato" och finalen kallad "Serie del Rey". Samtliga omgångar spelas i ett bäst-av-sju-format.